# 296
| 296                |
| ------------------ |
| Dødsfald - Fødsler |
|                    |

| Gregoriansk kalender | 296 CCXCVI              |
| Ab urbe condita      | 1049                    |
| Armensk kalender     | I/T                     |
| Kinesiske kalender   | 2992 – 2993 乙卯 – 丙辰 |
| Etiopisk kalender    | 288 – 289               |
| Jødisk kalender      | 4056 – 4057             |
| Hindukalendere       |                         |
| - Vikram Samvat      | 351 – 352               |
| - Shaka Samvat       | 218 – 219               |
| - Kali Yuga          | 3397 – 3398             |
| Iransk kalender      | 326 BP – 325 BP         |
| Islamisk kalender    | 336 BH – 335 BH         |

Se også 296 (tal)